# 莽山烙鐵頭蛇
莽山原矛頭蝮（學名：Protobothrops mangshanensis）是蛇亞目蝰蛇科下的一個有毒蛇種，主要分布於中國的湖南省。有学者认为這種蛇和一些眼鏡蛇一樣，能噴射毒液，但也有来源认为这是一个错误的认识。目前未有任何亞種被確認。 莽山原矛頭蝮頭部呈三角形，形如一塊烙鐵。尾部呈白色，因此又被稱為莽山烙鐵頭蛇、莽山白尾蛇。一般的成體可重達3-5 公斤(6.6-11磅)，
體長最長可達到203公分 (6.66英尺)。

## 地理分布
莽山原矛頭蝮主要分布於中國湖南省，是省內宜章縣莽山一帶的特有蛇種。

## 保育狀態
莽山原矛頭蝮被世界自然保護聯盟列入紅色名錄中的「瀕危」級別，這表示該蛇種目前數量並不多，而且明顯地只局限出沒於其特定的產地範圍（一般為小於100平方公里的地區），未能廣泛分布於不同地域（通常少於五個主要分布地）。此級別的物種很可能會因遭受人類活動的影響而導致生態狀態失衡，甚至會在短時間內進入更加危急的保護級別。莽山原矛頭蝮因屬於國家保護物種，因此在坊間又被稱為「蛇中熊貓」。
其被列為《瀕危野生動植物種國際貿易公約》附錄二的物種，被限制出口及貿易。

## 棲息地
莽山原矛頭蝮主要生活於湖南省的山區，尤指莽山一帶。雖然第一次發現此蛇種是在莽山之上，但牠們其實同樣棲息在附近區域。首次發現牠們時，牠們正身處森林地區的茂密植被下生活。牠們經常在陰暗位置潛伏休息，當會適時跟蹤獵物進而捕食；有時亦會躲藏於山洞之中。

## 分類學
莽山原矛頭蝮最初被归类于竹葉青屬（Trimeresurus），但在1993年根据其颅骨的形态特征而被重新分类至单独的莽山烙鐵頭屬。原本的提议希望将莽山烙鐵頭屬的西文名命名为Ermia，以纪念中国两栖动物学家赵尔宓，但该属名刚好与一种蝗虫的属名相同，因此一段时间里莽山烙鐵頭屬的西文名暂定为Zhaoermia。
2007年，新的研究将莽山原矛頭蝮重归类为了原矛头蝮属。

## 備註
1. 1 2 3  McDiarmid RW、Campbell JA、Touré T：《Snake Species of the World: A Taxonomic and Geographic Reference, vol. 1》頁511，Herpetologists' League，1999年。ISBN 1-893777-00-6
2. ↑  O'Shea M：《Venomous Snakes of the World》頁160，普林斯頓大學出版社，2005年。ISBN 0691124361
3. ↑   [蝮蛇, 莽山]. The Los Angeles Zoo & Botanical Gardens. （原始内容存档于2021-01-13） （美国英语）.
4. ↑  . ITIS. 2006  [4 November, 2006].
5. ↑  廣東僑網：粵北樂昌現莽山烙鐵頭蛇[永久]
6. ↑  阿修羅爬蟲世界：莽山原矛頭蝮
7. ↑  .   [2018-12-13]. （原始内容存档于2018-11-11）.
8. ↑  .   [2012-10-20]. （原始内容存档于2018-09-26）.
9. ↑  IUCN名錄的級別分布及評選標準
10. ↑  國立自然科學博物館[]
11. ↑  Gumprecht A、Tillack F：《Proposal for a replacement name of the snake genus Ermia Zhang, 1993》頁73至76，Russ. J. Herpetol，11(1)，2004年。
12. ↑  Guo, P., A. Malhotra, P.P. Li, C.E. Pook & S. Creer (2007) New evidence on the phylogenetic position of the poorly known Asian pitviper Protobothrops kaulbacki (Serpentes: Viperidae: Crotalinae) with a redescription of the species and a revision of the genus Protobothrops. Herpetological Journal 17: 237-246.

## 外部連結
- CCTV：莽山捕蛇者說 （页面存档备份，存于）
- （英文）TIGR爬蟲類資料庫：莽山原矛頭蝮
- （英文）herpbreeder.com：原矛頭蝮屬 （页面存档备份，存于）
- 新華網 （页面存档备份，存于）：莽山原矛頭蝮圖像：一 （页面存档备份，存于）
- 新華網 （页面存档备份，存于）：莽山原矛頭蝮圖像：二 Archive.today的存檔，存档日期2013-04-28